# Scilab
Scilab — пакет наукових програм для чисельних обчислень, що надає потужне відкрите середовище для інженерних і наукових розрахунків. Середовище комп'ютерної математики Scilab надає схожу на Matlab мову і набір функцій для математичних, інженерних і наукових розрахунків. Пакет підходить для професійного застосування і використання у вишах, надаючи інструменти для різноманітних обчислень: від візуалізації, моделювання та інтерполяції до диференціальних рівнянь та математичної статистики. Підтримується виконання сценаріїв, написаних для Matlab.

## Історія
Scilab було створено в 1990 році вченими INRIA (French Institute for Research in Computer Science and Automation) та Національної школи мостів та доріг (ENPC). Спочатку він називався Ψlab (Psilab).
З 1994 року розповсюджується у вигляді сирцевих кодів через Інтернет.
Консорціум Scilab було створено у травні 2003 року для розширення підтримки та поширення Scilab як довідкового програмного забезпечення в академічних та промислових колах. У ньому зараз 25 учасників, зокрема Mandriva, INRIA та ENPC (Франція).
У липні 2008 року, щоб поліпшити передачу технологій, консорціум Scilab приєднався до Фонду Digieeo.
Scilab 5.1, перший випуск, зібраний для Mac, був доступний на початку 2009 року та підтримував Mac OS X 10.5 Leopard. Таким чином, OSX 10.4 Tiger, ніколи не підтримувалася, крім портування з джерел. З початку розробки виходили версії для Linux і Windows, підтримка Solaris припинилася з версії 3.1.1, а HP-UX — з версії 4.1.2.
У червні 2010 року Консорціум оголосив про створення «Scilab Enterprises». Scilab Enterprises розвиває і продає на базі безпосередньо або через міжнародну мережу постачальників афілійованих послуг комплексний набір послуг для користувачів Scilab. Scilab Enterprises також розробляє та підтримує програмне забезпечення Scilab. Кінцева мета Scilab Enterprises — допомогти зробити використання Scilab більш ефективним та легким.
У лютому 2017 р. було випущено Scilab 6.0.0, який використовував останні стандарти C++ та обмежив розподіл пам'яті.
З липня 2012 року Scilab розробляється та публікується компанією Scilab Enterprises, а на початку 2017 р. компанія Scilab Enterprises було придбано піонером віртуальних прототипів ESI Group.

## Можливості
Scilab містить сотні математичних функцій з можливістю додавання нових, написаних на різних мовах (C, C++, Fortran …).
Так само є різноманітні структури даних (списки, поліноми, раціональні функції, лінійні системи), інтерпретатор і мова високого рівня.
Scilab був спроектований так, щоб бути відкритою системою, де користувачі можуть додавати свої типи даних і операції над цими даними шляхом перевантаження.
У системі доступно безліч інструментів:
- 2d і 3d графіки, анімація
- Лінійна алгебра, розріджені матриці (sparse matrices)
- Поліноміальні та раціональні функції
- Інтерполяція, апроксимація
- Симуляція: рішення ОДУ і ДУ
- Scicos: гібрид системи моделювання динамічних систем і симуляції
- Диференціальні і не диференціальні оптимізації
- Обробка сигналів
- Паралельна робота
- Статистика
- Робота з КА
- Інтерфейс до Fortran, Tcl/Tk, C, C++, Java, LabVIEW

Scilab має схожу з MATLAB мову програмування, в складі є утиліта, що дозволяє конвертувати документи Matlab → Scilab.
Scilab дозволяє працювати з елементарними і великим числом спеціальних функцій (Бесселя, Неймана, інтегральні функції), має могутні засоби роботи з матрицями, поліномами (у тому числі і символьний), проводити чисельні обчислення (наприклад чисельна інтеграція) і вирішення завдань лінійної алгебри, оптимізації і симуляції, могутні статистичні функції, а також засіб для побудови і роботи з графіками.
Для чисельних розрахунків використовуються бібліотеки Lapack, LINPACK, ODEPACK , Atlas та інші.
До складу пакету також входить Scicos інструмент для редагування блокових діаграм і симуляції (аналог simulink в пакеті — MATLAB).
Є можливість спільної роботи Scilab з програмою LabVIEW.

### Відмітні особливості
Відмінності від деяких комерційних програм:
- Безкоштовність
- Маленький розмір
- Можливість запуску в консолі без використання графічного інтерфейсу. Це дозволяє проводити автоматизовані обчислення; є пакетний режим.

## Розповсюдження
Програма доступна для різних операційних систем, включно з GNU/Linux та Microsoft Windows. 
Є можливість розширення можливостей програми зовнішніми програмами і модулями, написаними на різних мовах програмування.
Програма має відкритий початковий код, дозволяючи в т.ч. вільне комерційне використання і розповсюдження незмінених версій, а також некомерційне (для кому. необхідне узгодження з INRIA) розповсюдження змінених версій, які повинні включати джерельний код. 
Наступна версія програми за попередніми даними розповсюджуватиметься під сумісною з GPL ліцензією CeCILL license.

## Приклади

### Прості обчислення
Код, що задає матрицю і обрчислює визначник: 
```
M=[1 6 8; 7 8 8; 1 6 0]
det(M)
```

### Графіки
Побудова простого графіка функції
```
// x initialisation 
x=[0:0.1:2*%pi]';
//simple plot
plot2d(sin(x))
```

Складніший графік функції:
```

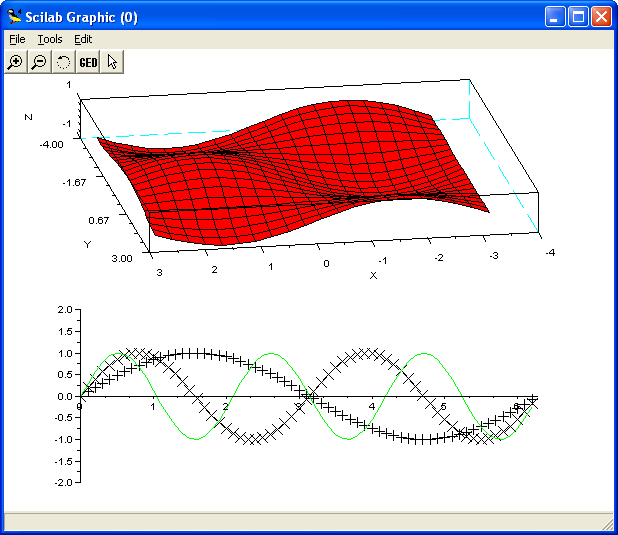
Графік, намальований з допомогою Scilab

set("figure_style","new") //create a figure
subplot(211)
a=gca() //get the current axes
a.box="off";
t=-%pi:0.3:%pi;plot3d(t,t,sin(t)'*cos(t),80,50,'X@Y@Z',[5,2,4]);
subplot(212)
plot2d(); //simple plot
a=gca(); //get the current axes
a.box="off";
a.x_location="middle";
```

## Зовнішні посилання
- Офіційний сайт Scilab
- Connecting LabVIEW with Scilab
- Авторський курс лекцій з пакету Scilab на сторінці Алексєєва Є.Р. (рос.)
- Scilab — теорія і практика російською мовою (перша версія курсу лекцій з Scilab, більше не оновлюється)(рос.)
- Посібник з Scilab російською мовою(рос.)
- Посібник з Scilab російською мовою (не оновлюване дзеркало попереднього)(рос.)
- ScilabGtk — GTK+ версія Scilab, включає останню версію Scicos 4.2.1
- «ПО для решения задач численных и технических вычислений Scilab». Авторы И.С. Тропин, О.И. Михайлова, А.В. Михайлов.(рос.)
- Scilab учебники [Архівовано 28 квітня 2022 у Wayback Machine.]

| {{{alt}}} | Це незавершена стаття про наукове програмне забезпечення. Ви можете допомогти проєкту, виправивши або дописавши її. |